# Kletsk
Kletsk (en biélorusse et en russe : Клецк ; en alphabet lacinka : Kleck) ou Kletsak (en biélorusse : Клецак) est une ville de la voblast de Minsk, en Biélorussie, et le centre administratif du raïon de Kletsk. Sa population s'élevait à 11 400 habitants en 2020.

## Géographie
Kletsk est située à 112 km au sud-ouest de Minsk.

## Histoire
La ville fut fondée au XIe siècle par les Dregovitchs, qui y érigèrent un fort et le centre de leur tribu. Au XIVe siècle, Kletsk fut rattachée au grand-duché de Lituanie, qui faisait alors partie de la république des Deux Nations (Pologne-Lituanie). En 1506, la bataille de Kletsk permit aux forces polono-lituaniennes commandées par Michał Glinski de défaire les armées tartares et de sauver la ville du pillage. Peu après, elle devint une possession de la famille Radziwiłł, qui commencèrent à faire venir des colons juifs de la région. La première mention d'une communauté juive à Kletsk remonte à 1522. Au XVIe siècle, Kletsk se développa en un centre régional de commerce. Le nombre de Juifs augmenta, mais la famille Radziwill en fit également un centre notable du calvinisme. Jusqu'en 1623, la ville fit partie du powiat de Brzesc (aujourd'hui Brest), mais après cette date elle fut rattachée au district de Pinsk. Le 27 août 1652, Kletsk reçut l'autonomie urbaine (droit de Magdebourg). Après le catastrophique incendie de 1705, Kletsk fut reconstruite à la demande du voïvode, à son emplacement actuel. Le deuxième partage de la Pologne, en 1793, attribua la ville à l'Empire russe.
Au cours du XIXe siècle, elle fut plusieurs fois ravagée par des incendies. Après la guerre russo-polonaise de 1920, Kletsk redevint polonaise. Au recensement de 1897, la ville comptait 3 425 Juifs, soit 73 % de la population totale) et 4 190 en 1921, soit 74 % de la population. La communauté possédait deux synagogues, un cimetière, une yeshiva, un heder et plusieurs écoles. Le mouvement sioniste y était bien implanté.
En septembre 1939, après la signature du Pacte germano-soviétique et l'invasion de la Pologne orientale par l'Armée rouge, elle fut rattachée à la république socialiste soviétique de Biélorussie. En janvier 1940, Kletsk devint le centre administratif du raïon de Kletsk, dans l'oblast de Baranovitchi. Pendant la Seconde Guerre mondiale, Kletsk fut occupée du 27 juin 1941 au 2 juillet 1944 par l'Allemagne nazie. Pendant l'occupation allemande, un massacre de 4 000 Juifs eut lieu au cimetière catholique le 6 octobre 1941. Les autres Juifs de la ville et de ses environs, environ 2 000 personnes, furent entassés dans le Ghetto de Kletsk et soumis au travail obligatoire. Le 21 juillet 1942, la « liquidation » du ghetto se heurta à une résistance armée et les Allemands incendièrent le ghetto. Environ 1 000 Juifs furent alors massacrés, mais de nombreux Juifs parvinrent à s'échapper et à gagner les forêts voisines. La plupart furent repris et exécutés, mais les autres rejoignirent des groupes de partisans soviétiques opérant dans les environs.
Après la guerre, la ville fit à nouveau partie la RSS de Biélorussie et depuis 1991 de la Biélorussie indépendante.

## Population
Recensements (*) ou estimations de la population :
| 1897* | 1921* | 1959* | 1970* | 1979* | 1989*  | 1999*  | 2009*  |
| ----- | ----- | ----- | ----- | ----- | ------ | ------ | ------ |
| 4 700 | 5 600 | 4 051 | 5 704 | 6 954 | 10 508 | 11 200 | 10 761 |

| 2012   | 2013   | 2014   | 2015   | 2016   | 2017   | 2020   | - |
| ------ | ------ | ------ | ------ | ------ | ------ | ------ | - |
| 10 859 | 11 021 | 11 075 | 11 237 | 11 317 | 11 348 | 11 400 | - |

## Personnalités liées
- Fannia Cohn
- Michał Hieronim Radziwiłł
- Dominik Mikołaj Radziwiłł